# Łochów
Pour les articles homonymes, voir Łochów (homonymie).
Łochów (prononciation : [ˈwɔxuf]) est une ville polonaise, située dans la voïvodie de Mazovie dans l'est de la Pologne.
Elle est le chef-lieu de la gmina de Łochów, dans le powiat de Węgrów.